# Raúl Belén
Raúl Belén (1 de juliol de 1931 - 22 d'agost de 2010) fou un futbolista argentí.

## Selecció de l'Argentina
Va formar part de l'equip argentí a la Copa del Món de 1962.